# Please (chanson de Toni Braxton)
Pour les articles homonymes, voir Please.
Singles de Toni Braxton
Hit The Freeway
(2002) Trippin' (That's The Way Love Works)
(2005)
Please est une chanson de la chanteuse Toni Braxton, sortie le 30 mai 2005, extraite de l'album Libra. Elle est écrite par Scott Storch, Makeba Riddick, Vincent Herbert, Kameron Houff, et composée par Scott Storch.
Please  est un titre R&B qui dévoile les moments de gloire d'antan de l'interprète. La chanson s'érige à la 36e place du Billboard Hot R&B/Hip-Hop Songs. Le vidéoclip qui accompagne la musique est réalisé par Chris Robinson. Il y dévoile Toni, habillé en costard, en train de danser.

## Pistes et formats
CD sigle promo (version américaine)
1. Please (LP Version) – 3:50
2. Please (Instrumental) – 3:58
3. Please (Call Out Hook) – 0:18

## Classements
| Classements (2005)                | Meilleure position |
| --------------------------------- | ------------------ |
| US Bubbling Under Hot 100 Singles | 4                  |
| US Hot R&B/Hip-Hop Songs          | 36                 |